# James Whitcomb Riley

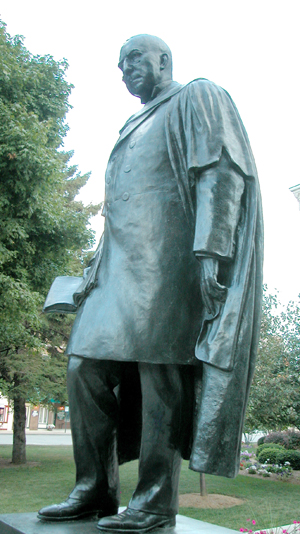
Standbeeld van James Whitcomb Riley, Greenfield, IN

James Whitcomb Riley (Greenfield, Indiana, 7 oktober 1849 - Indianapolis, 22 juli 1916) was een Amerikaans schrijver en dichter.
In 1870 begon Riley te schrijven voor lokale kranten en, na zich in Indianapolis te hebben gevestigd, voor de Indianapolis Journal. In 1883 publiceerde hij The Old Swimmin' Hole and 'Leven More Poems waarna hij een contract bij een uitgeverij tekende. Later werd hij gekozen als lid van het American Academy of Arts and Letters van wie hij in 1912 een gouden medaille voor zijn werk ontving.
Het James Whitcomb Riley Hospital for Children in Indianapolis is naar hem vernoemd.